# Linia Itsukaichi
Linia Itsukaichi (jap. 五日市線 Itsukaichi-sen) – linia kolejowa, należąca do JR East.

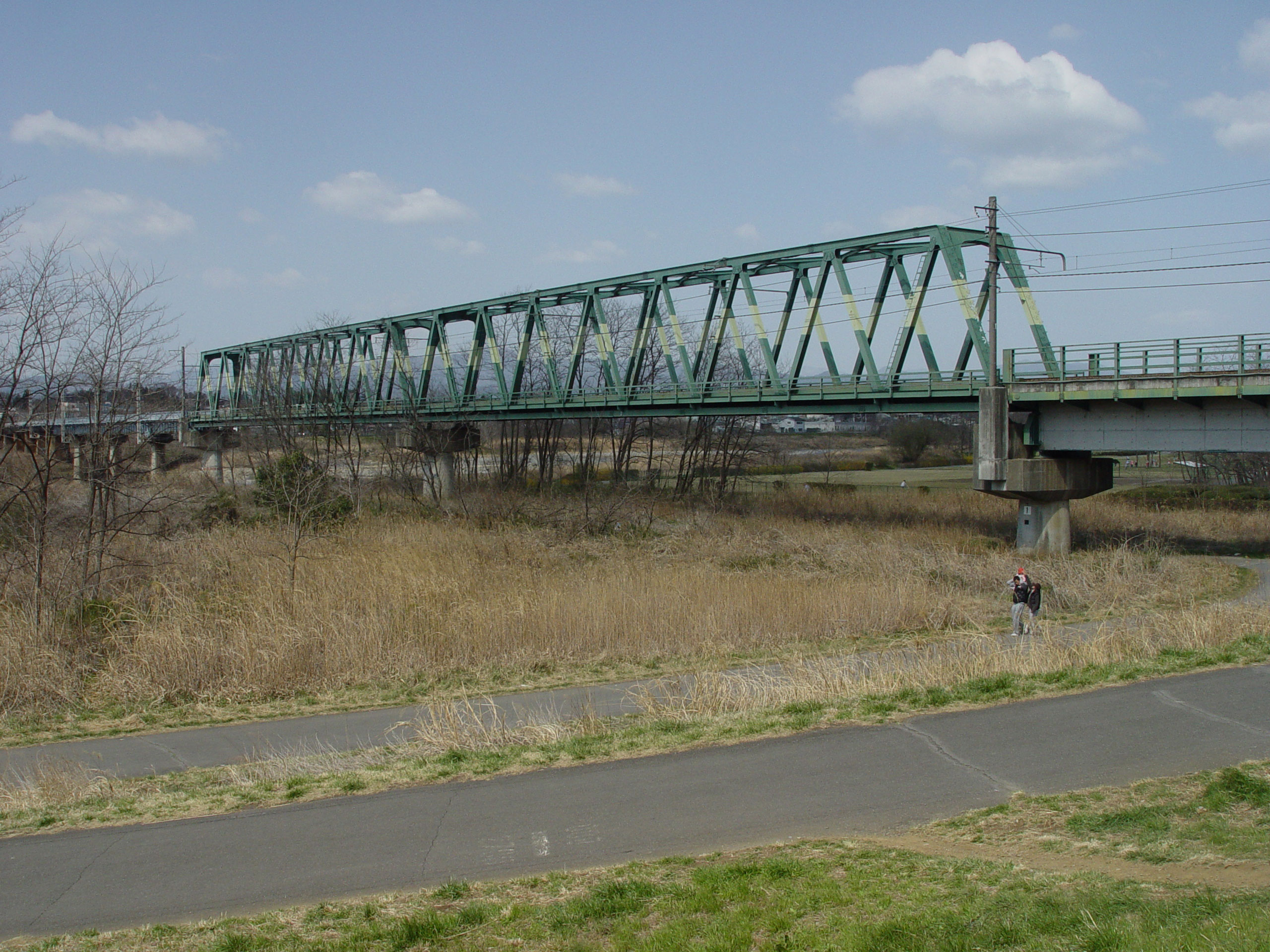
Most na rzece Tama

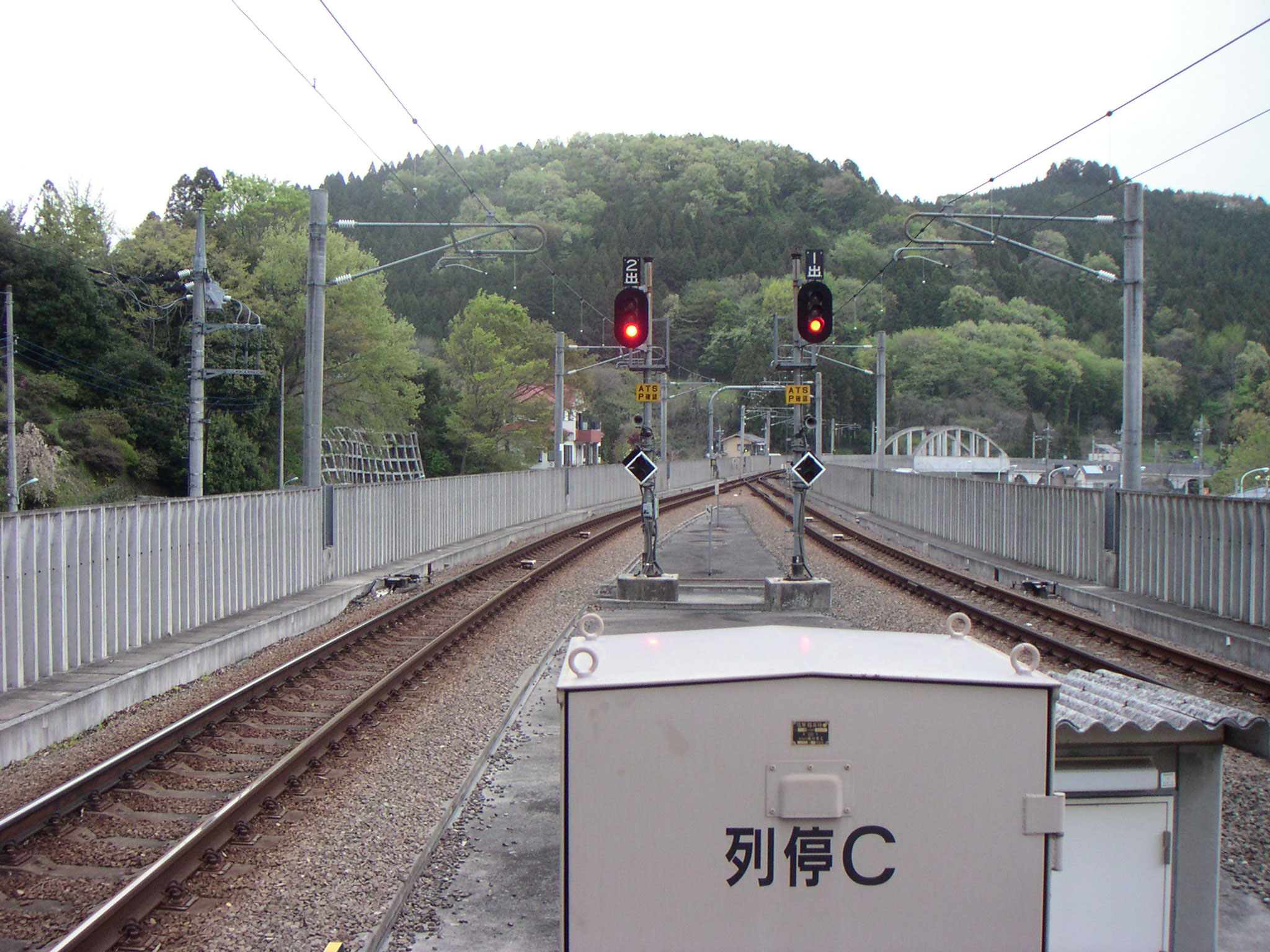
Widok ze stacji Musashi-Itsukaichi

Linia ta łączy dworzec Musashi-Itsukaichi, w mieście Akiruno ze stacją Haijima w Akishimie. Większość pociągów kieruje się tą trasą do linii Ōme, która prowadzi do stacji Tachikawa, a dalej wzdłuż linii Chūō do dworca Tōkyō. Odcinek z Itsukaichi do Haijima ma 11,1 km długości. Prześwit torów wynosi 1,067 mm. Sieć trakcyjna 1,500 V.

## Stacje
| Nr. | Stacja             | Dystans (km) |
| --- | ------------------ | ------------ |
| 01  | Haijima            | 0,0          |
| 02  | Kumagawa           | 1,1          |
| 03  | Higashi-Akiru      | 3,5          |
| 04  | Akigawa            | 5,7          |
| 05  | Musashi-Hikida     | 7,2          |
| 06  | Musashi-Masuko     | 8,5          |
| 07  | Musashi-Itsukaichi | 11,1         |